# Everybody Still Hates Chris
Everybody Still Hates Chris es una serie de televisión de comedia animada estadounidense basada en la comedia de situación Everybody Hates Chris. La serie narra la adolescencia del comediante Chris Rock en Brooklyn, Nueva York, durante la década de 1980. Se estrenó a través de Comedy Central el 25 de septiembre de 2024.

## Reparto

### Principales
- Chris Rock como Narrador
- Tichina Arnold como Rochelle
- Terry Crews como Julius
- Tim Johnson Jr. como Chris
- Ozioma Akagha como Tonya
- Terrence Little Gardenhigh como Drew
- Gunnar Sizemore como Greg

### Invitados
- Jackée Harry como Vanessa
- Tisha Campbell como Juanita «Peaches» Clarkson
- Ernest Lee Thomas como el Sr. Omar
- Antonio Fargas como Doc Harris
- Kevontay Jackson como Jerome
- Jacqueline Mazzarella como Directora Vivian Morello
- Busta Rhymes como Graffiti «Orbit»
- Bell Biv DeVoe como Pandilla callejera «The Lo-Heads»

## Episodios
| N.º | Título                                  | Dirigido por     | Escrito por                      | Fecha de emisión original | Audiencia (millones) |
| --- | --------------------------------------- | ---------------- | -------------------------------- | ------------------------- | -------------------- |
| 1   | «Everybody Still Hates the GED»         | Kelly Jones      | Sanjay Shah                      | 25 de septiembre de 2024  | 0.120                |
| 2   | «Everybody Still Hates Block Parties»   | Traci Honda      | Ben Dougan                       | 25 de septiembre de 2024  | 0.108                |
| 3   | «Everybody Still Hates Drew's Brother»  | Geoffrey Johnson | Meredith Dawson                  | 2 de octubre de 2024      | 0.129                |
| 4   | «Everybody Still Hates The KKK»         | Geoffrey Johnson | Edgar Momplaisir                 | 2 de octubre de 2024      | 0.151                |
| 5   | «Everybody Still Hates Cheat Codes»     | Traci Honda      | Matt Marshall                    | 9 de octubre de 2024      | 0.108                |
| 6   | «Everybody Still Hates Halloween»       | Kelly Jones      | Matt Claybrooks                  | 9 de octubre de 2024      | 0.086                |
| 7   | «Everybody Still Hates Breakdancing»    | Geoffrey Johnson | Rae Sanni                        | 16 de octubre de 2024     | 0.171                |
| 8   | «Everybody Still Hates Jackie Robinson» | Traci Honda      | Jonterri Gadson                  | 16 de octubre de 2024     | 0.146                |
| 9   | «Everybody Still Hates Bullies»         | Brian Mainolfi   | Austen Faggen y Terrell Lawrence | 23 de octubre de 2024     | 0.095                |
| 10  | «Everybody Still Hates Career Tests»    | Geoffrey Johnson | Ava Tramer                       | 23 de octubre de 2024     | 0.082                |

## Producción

### Desarrollo
En marzo de 2021, se anunció el desarrollo de una serie animada basada en la comedia Everybody Hates Chris con Chris Rock regresando como narrador. En julio de 2021, se informó que Sanjay Shah, productor ejecutivo de Central Park, estaba escribiendo y produciendo la serie. En agosto de 2022, se informó que la serie se titularía Everybody Still Hates Chris. Según Entertainment Weekly, la serie animada es una secuela y continúa donde finalizó Everybody Hates Chris.

### Selección de reparto
En junio de 2024, se anunció el reparto principal con Chris Rock, Terry Crews y Tichina Arnold retomando sus papeles, y nuevas incorporaciones que incluyen a Tim Johnson Jr. como el joven Chris, Ozioma Akagha como Tonya, Terrence Little Gardenhigh como Drew y Gunnar Sizemore como Greg. En septiembre de 2024, se anunció una lista de estrellas invitadas y se informó que Jackée Harry, Tisha Campbell, Kevontay Jackson, Ernest Lee Thomas y Jacqueline Mazzarella también retomarían sus papeles de la serie original.

## Emisión y lanzamiento
La serie se estrenó a través de Comedy Central el 25 de septiembre de 2024 y se lanzará en Paramount+ en una fecha posterior.